# Sakamoto Koji
Koji Sakamoto (sinh ngày 3 tháng 12 năm 1978) là một cầu thủ bóng đá người Nhật Bản.

## Sự nghiệp câu lạc bộ
Koji Sakamoto đã từng chơi cho Júbilo Iwata và Shonan Bellmare.